# Stereobalanus
Stereobalanus — рід напівхордових родини Harrimaniidae класу Кишководишні (Enteropneusta). Рід поширений у Північній Атлантиці і на сході Тихого океану.
До роду відносять два види:
- Stereobalanus canadensis
- Stereobalanus willeyi